# Sassyksjön
Sassyksjön, eller Kunduk-limanen (ukrainska: Сасик, Кундук), är en lagun vid Svarta havet i södra Ukraina. Den ligger i närheten av Donaudeltat och får sitt vatten från floderna Sarata och Kohylnyk samt genom en kanal från Donau. 
Den är 35 kilometer lång och upp till 11 kilometer bred och har en yta på 210 kvadratkilometer. Medeldjupet är 2,5 meter. Sjön hade tidigare bräckt vatten, men när en damm byggdes i lagunen år 1978 omvandlades den till en sötvattensjö. Dammen, som ingick i ett sovjetiskt konstbevattningsprojekt, har medfört en försämring av vattenkvaliteten i sjön, och lokalbefolkningen har krävt att den skall rivas.
Sassyksjön är ett viktigt fågelskyddsområde med tidvis mer än 100 000 individer, varav upp till 25 000 häckande par av olika våtmarksfåglar. Bland ovanliga arter kan nämnas vit pelikan och rödhalsad gås. År 1996 utsågs sjön till ett Ramsarområde.